# 차후르어
차후르어(Tsakhur, 아제르바이잔어: Saxur dili, 러시아어: Цахурский язык)는 아제르바이잔 북부와 다게스탄 남서부에 걸쳐 거주하는 차후르인이 사용하는 레즈기어파의 언어이다. 화자는 아제르바이잔에 11,700명, 러시아에 10,600명이 분포한다. 언어의 이름은 이 언어 화자가 다수를 이루는 다게스탄의 차후르(Цахур) 마을에서 유래한다.

## 같이 보기
- 북동캅카스어족